# Alfredo Conde
Alfredo Conde (* 6. ledna 1945 Orense Španělsko) je španělský (galicijský) prozaik. Byl prvním předsedou galicijského PEN klubu. Napsal díla jako Mencer de lúas (1968), Mementos de vivos (1974), Memoria de Noa (1982), Una conversacion en la Habana (1989), Cubita la bella (1992), Memoria de soldado (2002) či Romasanta (2004). Je držitelem Mezinárodní ceny za literaturu Grinzane Cavour a několika národních cen.